# Валя-луй-Лалу
Валя-луй-Лалу (рум. Valea lui Lalu) — село у повіті Бузеу в Румунії. Входить до складу комуни Пардоші.
Село розташоване на відстані 128 км на північний схід від Бухареста, 34 км на північ від Бузеу, 90 км на захід від Галаца, 100 км на схід від Брашова.

## Населення
За даними перепису населення 2002 року у селі проживали 110 осіб, усі — румуни. Усі жителі села рідною мовою назвали румунську.